# 巴拿馬 (愛荷華州)
巴拿馬（英語：Panama）是一個位於美國愛荷華州謝爾比縣的城市。

## 地理
巴拿馬的座標為41°43′36″N 95°28′27″W / 41.72667°N 95.47417°W，而該地的平均海拔高度為386米（即1266英尺）。

## 人口
根據2010年美國人口普查的數據，巴拿馬的面積為0.75平方千米，當中陸地面積為0.75平方千米，而水域面積為0.00平方千米。當地共有人口221人，而人口密度為每平方千米294人。